# خاساویورت (شهرستان)

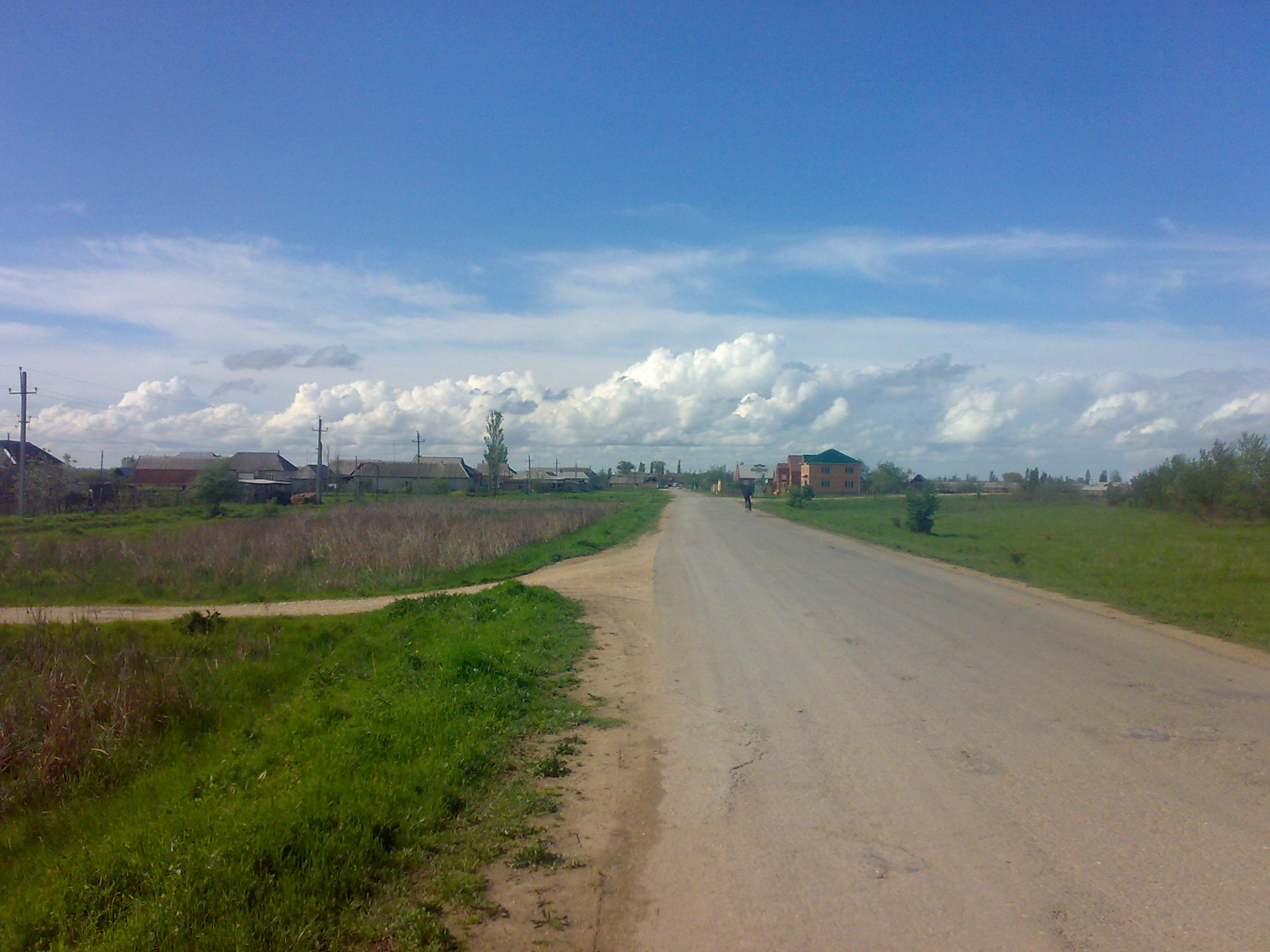
نمایی از منطقهٔ مسکونی «کاندائورائول»، واحدی سیاسی (خاساویورت) در داغستان - ۲۰۱۱

خاساویورت (به روسی: Хасавюртовский район) یک واحد سیاسی در تقسیمات کشوری داغستان در فدراسیون روسیه است. مرکز آن شهر خاساویورت است که در ۸۲ کیلومتری مخاچ قلعه قرار دارد. این شهرستان در سال ۱۹۲۹ بر پا شد. طبق آمار ۲۰۱۲ جمعیت این شهرستان ۱۴۳،۶۷۷ نفر و تراکم جمعیت در این شهرستان ۹۹ نفر در کیلومتر مربع است. ترکیب قومیتی این شهرستان شامل قموق‌ها، چچن‌ها، آوارها، لزگی‌ها، دارگین‌ها و لاک‌ها می‌باشد. فرماندار این شهرستان جامبولات شاپیویچ سالاوف است.